# Диабате, Масса Макан
Масса Макан Диабате́ (фр. Massa Makan Diabaté; 12 июня 1938, Кита, Французская Западная Африка — 27 января 1988, Бамако, Мали) — малийский писатель
, драматург, историк, фольклорист. Писал на французском языке.

## Биография
Представитель народа мандинка. Родился в семье гриотов. С семи лет начал учиться искусству гриотов. Затем обучался во французской школе, в Гвинее и в Париже. Был зачислен в лицей Жюля Симона в Ванне, где изучал историю, социологию, политологию, а в 1958—1959 учебном году получил степень бакалавра философии. Работал в международных организациях, включая ЮНЕСКО и ЮНИСЕФ. Вернувшись на родину, занял административную должность в Бамако.
Его первыми книгами стали переводы былин и сказок народа мандинка на французский язык. Среди итогов этих его усилий в фольклористике и сохранении гриотского устного творчества были, в частности, сборник «Жанжон и другие народные песни Мали» (Janjon et autres chants populaires du Mali, 1970) и «Орёл и ястреб, или жест Сундиаты» (The Eagle and the Sparrowhawk or the Gesture of Soundjata, 1975). Обычаи и обряды малийцев нашли отображение в романе «Будто укус осы» (1980). В драматургическом наследии Дьябате — такие пьесы, как «Смерть Ахмаду» (1969) и «Орёл и ястреб» (1975).
В 1971 году был награждён Гран-при премии по литературе чёрной Африки (Grand Prix littéraire d’Afrique noire) за сборник «Жанжон…». Его трилогия «Лейтенант из Куты», «Цирюльник из Куты» («Парикмахер из Куты») и «Мясник из Куты» получила в 1987 году главный приз международного Фонда Леопольда Седара Сенгора.

## Память
- Правительство Мали назвало в его честь среднюю школу в Бамако и театр в Каесе.

## Избранные произведения
- Роман-трилогия «Лейтенант из Куты» (1979),
- «Цирюльник из Куты» (1980, рус. пер. 1987),
- «Мясник из Куты» (1982).
- Пьесы «Смерть Ахмаду» (1969),
- «Орел и ястреб» (1975).
- Сборник «Жанжон и другие народные песни Мали» (1970).